# プレスト・スチール・カンパニー

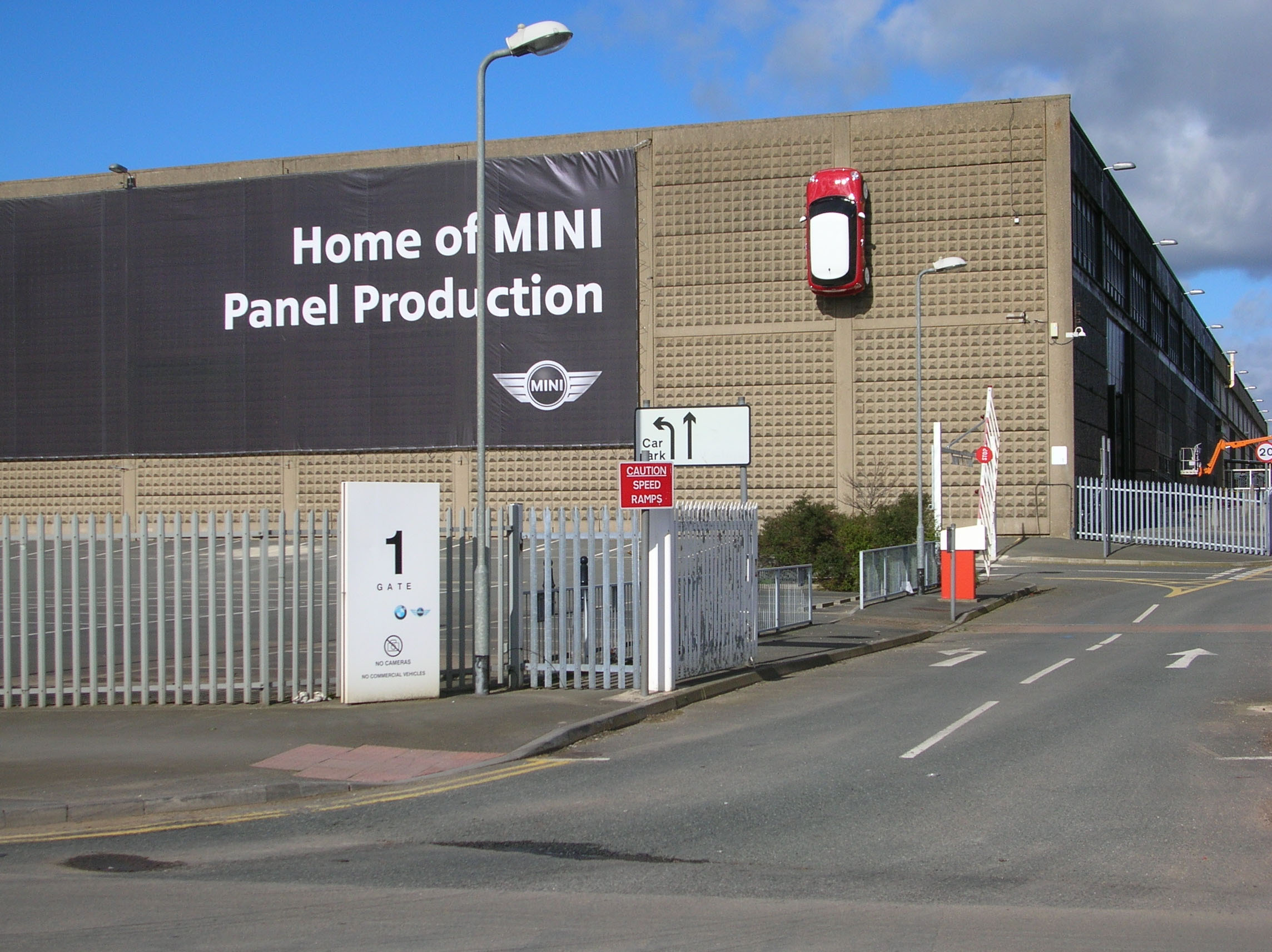
スウィンドン・プレスィングスの工場

プレスト・スチール・カンパニー（Pressed Steel Company Limited 、PSC）は、英国の自動車ボディの製造会社である。 1926年にウィリアム・モリス、バッドと米国の銀行のジョイントベンチャーとしてオックスフォード近郊のカウリー（Cowley ）で設立された。現在、PSCのスウィンドン工場はBMWの子会社「スウィンドン・プレスィングス」社（Swindon Pressings Limited ）が運営している。

## 自動車産業
ウィリアム・モリスは米国のバッドが開発していたプレス鋼板製自動車ボディの可能性を見抜き、モーリス（MMC）にボディを供給するために同社の近くに工場を建て新しいベンチャー事業を始めた。1935年バッドがこの事業から手を引いたことから会社は完全に独立してMMCの競合他社向けにも自動車ボディを製造するようになり、1950年代終わりにはロールス・ロイス、ルーツ、スタンダード＝トライアンフを含むほとんどの英国の主要な自動車製造会社向けに自動車ボディを製造していた。1956年に生産能力を引き上げるためにスウィンドンに新しい工場を開設し、1961年にはルーツの新しいリンウッド工場の傍に同工場で生産される新型ヒルマン・インプのボディを供給するためにスコットランド工場をリンウッド（Linwood ）に開設した。
ボルボ向けのボディ・パネルやローバーとイギリス・フォード向けには自動車ボディ一式も製造していた。
PSCはモーリス、ヒルマン、ローバー、ロールスロイスやボクスホール、アルファロメオ等といった世界の企業向けの主要なプレス機器の製造業者であった。
「プレストコールド」（Prestcold ）の名称でPSCは家庭用、産業用冷蔵室、船舶用の高品質な冷蔵庫を製造していた。ドメスティック・フリジレーター・ファクトリー（Domestic Refrigeration Factory 、DRF）は長年カウリー工場の中にあったが、ロールス洗濯機（Rolls Razor ）の業績不振に端を発した政府主導の産業再編成によりスウォンジへ移転したことでプレストコールドの英国内の白物家電事業は終了した。産業部門はレディング近郊のテエール（Theale ）工場の外で長年にわたり操業を続けることになっていた。
PSCは1960年から短期間、子会社のビーグル・エアクラフトを通じて小型航空機製造事業も行っていた。
1960年代初めにカウリー工場内に設けられ後にゲイドン（Gaydon ）の開発施設に移転したPSCの研究開発機能は、電着塗装、完全鋳型鋳造、ロボット溶接/組み立て、ロボット接着/シールとロボット塗装を含む多くの産業界で初となるものの開発といった新しい手法を取り入れた産業の最先端の地であった。

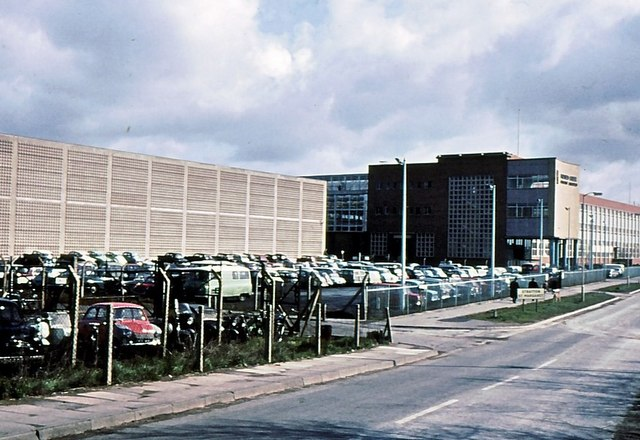
1967年のスウィンドン・プレス工場

1965年にブリティッシュ・モーター・コーポレーション（BMC）に買収され、約12年前にBMCに買収され同社のボディ製造子会社となっていたフィッシャー・アンド・ルッドロー（Fisher and Ludlow ）と合併することでプレスト・スチール＝フィッシャー（Pressed Steel-Fisher 、PS-F）となった。後の1966年12月にPS-FはジャガーとともにBMCの傘下に入りブリティッシュ・モーター・ホールディングス（BMH）を構成した。1968年にBMHはレイランドと合併してブリティッシュ・レイランド（BLMC）となった。この時点でPS-Fは独立企業として世界最大の自動車ボディと自動車ボディ製造設備の製造業者となり、それらを英国の自動車産業のみならずボルボ、アルファ・ロメオ、ヒンドゥスタン・モーターズにも供給した。
BLMC傘下でプレスト・スチール＝フィッシャーの事業は「プレスト・スチール・フィッシャー」部門となった。
1994年にBMWがローバー・グループを買収するとBMWが元PSCのスウィンドン・プレス工場の所有者となった。2000年にBMWはローバー・グループの資産の多くを売却したが、スウィンドン・プレス工場は手元に残し、同じ年に同地で「スウィンドン・プレスィングス」社（Swindon Pressings Limited 、SPL）として子会社化した。現在SPLはPSCの工場があったカウリーでBMW子会社のミニが製造する車のほとんどのボディ・パネルとボディの2次組み立てを行っている。

## 鉄道車両事業
1947年にスコットランドのリンウッドにあった鉄道車両を製造していた既存のエンジニアリング会社を買収した。1950年代遅くから1960年代初めにかけてが生産のピークであった。製造した鉄道車両は、標準客車、イギリス国鉄の117形気動車、303形電車「ブルートレイン」といった標準的な車両と食堂車の様な特殊車両であった。
1960年代初めにディーゼル式気動車と近代的な客車への転換が完了するとその後のPSCの受注は僅かであった。

## その他の事業
1960年に航空機製造のためショアハム・バイ・シー（Shoreham-by-Sea ）とリアーズビー（Rearsby ）飛行場に工場を持つビーグル・エアクラフトを設立し、オースター・エアクラフトとマイルズ・エアクラフトを買収して吸収合併した。
起業家ジョン・ブルーム（John Bloom）のロールス・レイザー（Rolls Razor ）への納入業者であったが、1964年7月に同社が清算に入ると120万UKポンドの負債を負った。